# Marco di Amburgo
Il marco (in tedesco Mark) è stata la moneta di Amburgo fino al 1873.
Era suddivisa in 16 Schilling, ognuno di 12 Pfennig.
Il marco di Amburgo seguiva un silver standard, e ogni marco valeva = 1/34 del marco di Colonia.
Fu sostituito dal Goldmark con un cambio di 1 marco di Amburgo = 1,2 Goldmark (1 Goldmark = 13 1/3 Schilling).